# Antonín Šubrt
Antonín Šubrt 2. listopadu 1913 Čáslav – 30. března 1961 Kladno) byl československý důstojník tankového vojska bojující za druhé světové války v řadách Československé samostatné obrněné brigády v západní Evropě proti nacistickému Německu. V roce 1942 také jako dobrovolník absolvoval speciální vojenský výcvik u Special Operations Executive. Od roku 1947 působil jako profesor taktiky tankového vojska, po roce 1949 byl jako příslušník čs. zahraniční armády na Západě perzekvován.
Antonín Šubrt je nositelem řady vyznamenání včetně nižšího státního vyznamenání České republiky Medaile Za hrdinství.

## Životopis
Po ukončení studia na Obchodní akademii v Berouně nastoupil 1. října 1935 základní vojenskou službu. 29. srpna 1937 absolvoval Vojenskou akademii v Hranicích a byl ustanoven poručíkem pěchoty. Do roku 1940 prošel různými velitelskými funkcemi.
Od začátku války se připravoval na odchod mimo republiku. Hranice překročil 5. února 1940 ve Zlatých Moravcích – Slepčanech. K zahraniční armádě se přihlásil 29. února 1940 v Bělehradě. Přes Maďarsko, Jugoslávii, Řecko, Turecko a Sýrii cestoval vlakem. Ze Sýrie do Alexandrie a dále pak do Marseille plul na lodi. Ve Francii se 28. března 1940 v Agde prezentoval ve výcvikovém táboře 1. československé pěší divize ve Francii. V červnu se účastnil ústupových bojů na Marně, Loiře a Seině s hodností poručíka jako velitel 1. roty pěšího pluku č. 2.
Do Velké Británie připlul 7. července 1940 na lodi Viceroy of India. Přihlásil se dobrovolně do SOE (Special Operations Executive), výcvikového střediska příslušníků Zvláštní skupiny D a byl zařazen do „Special Training Station No. 25“ u vesnice Arisaig u Loch Morar na severozápadě Skotska. Speciální vojenský výcvik tam absolvoval v kursu č. 8 od 26. září do 24. října 1942. Kromě toho absolvoval v roce 1941 brigádní kurs pro velitele rot, v dubnu 1942 britský kurs pro zvláštní způsoby boje, pak ještě na podzim 1942 Assault Course a Para, dále stáž u Army Cooper Squadron. V červenci 1943 se účastnil tankového kursu.
3. září 1943 byl ustanoven velitelem čety 2. roty tankového praporu 1 Československé samostatné obrněné brigády. Při invazi od 1. září 1944 (u Dunkerk) bojoval již ve funkci velitele 2. tankové roty. Od listopadu 1944 až do konce války se účastnil bojů nejdříve v hodnosti štábního kapitána ve funkci pobočníka velitele tankového praporu 1 Československé samostatné obrněné brigády a od 1. května 1945 pak v hodnosti majora tankového vojska. Po návratu do vlasti od Dunkerku působil s tankovým praporem 1 Československé samostatné obrněné brigády při ostraze demarkační linie v prostoru Žinkovy a v Stříbrných Horách na velitelství.
Rodiče Antonína Šubrta paní Božena Schubertová a Antonín Schubert byli za synovu účast v zahraniční armádě vězněni od 17. září 1942 do 14. dubna 1945 v internačním táboře ve Svatobořicích.
15. července 1947 absolvoval Antonín Šubrt Vysokou školu válečnou v Praze a od září 1947 zde působil v akademickém sboru jako profesor taktiky tankového vojska.
Jako příslušník čs. zahraniční armády na Západě byl perzekvován. Od 1. července 1949 byl postaven mimo činnou službu. Od 1. ledna 1950 byl propuštěn ze služebního poměru vojáka z povolání a z funkce I. kategorie, od 6. července 1950 byl degradován do hodnosti vojína.
Dne 10. ledna 1950 byl zatčen, držen na Hradčanech a poté odsouzen Vrchním vojenským soudem v Praze k výkonu trestu šest měsíců nepodmíněně. Od 22. července 1950 do 11. června 1951 byl pak umístěn do tábora nucených prací ve Sv. Janu u Berouna, Jáchymově a Mírově.
Po návratu z nucených prací pracoval většinou v administrativních a dělnických profesích. Zemřel následkem úrazu při výkonu svého povolání v SONP (Spojené ocelárny, národní podnik) Kladno dne 30. března 1961.
V roce 1969 byl Antonín Šubrt částečně rehabilitován, Obvodní soud v Praze 6 rozhodl, že byl do tábora nucených prací zařazen neoprávněně, stížnost pro porušení zákona a odsouzení na 6 měsíců však byla v roce 1970 zamítnuta. Dne 6. března 1991 Městská vojenská správa navrhla povýšení do hodnosti plukovníka in memoriam a vydání rehabilitačního dekretu. Vyšší vojenský soud v Příbrami ve věci rozhodl dne 11. června 1991 a 25. října 1991 vydalo Federální ministerstvo obrany Osvědčení o mimosoudní rehabilitaci a souvisejícím odškodnění. 28. října 2017 ho prezident Miloš Zeman in memoriam vyznamenal medailí Za hrdinství. Dne 2. června 2018 bylo Antonínu Šubrtovi uděleno čestné občanství obce Velký Osek.